# Germán Marín
Germán Marín Sessa (Santiago, h. 1934-Ib., 29 de diciembre de 2019) fue un escritor y editor chileno.

## Biografía
Proveniente de una familia acomodada con vínculos militares, estudió en el Colegio San Ignacio y en la Escuela Militar Bernardo O'Higgins, donde durante un año fue cadete de Augusto Pinochet (este era capitán de compañía y el futuro escritor estaba en la primera sección de su compañía); de ahí pasó al Internado Nacional Barros Arana. Posteriormente se fue a Buenos Aires, donde vivió con su madre e ingresó a la Facultad de Filosofía y Letras en la universidad de la capital argentina; incursionó en varias carreras para egresar finalmente como licenciado en ciencias de la comunicación. 
A mediados de los años 1960 regresó a Chile. Trabajó como periodista y se vinculó en diversos proyectos editoriales, colaborando activamente en la editorial impulsada por el gobierno de Salvador Allende: Quimantú. Militó en el Partido Comunista, pero después se fascinó con la experiencia de China y partió a trabajar a ese país con su esposa, Juana, y sus dos hijos, lo que fue considerado traición por sus excamaradas. A su regreso, fundó con el poeta Enrique Lihn —de quien fue amigo entrañable— la revista y editorial Cormorán (en la primera fue jefe de redacción de sus ocho números y en la segunda editó una decena de libros de poesía). Un aspecto central del proyecto era realizar una mirada irónica sobre los aconteceres políticos que estaba sucediendo. Ejemplo de ello fue la publicación y presentación del book-action Lihn y Pompier, personaje que parodiaba la academia literaria y la política liberal, y cuyo autor intelectual fue el propio Marín. Puso con su mujer una librería, Letras, ubicada en el centro de Santiago.
Publicó su ópera prima en 1973 bajo el sello Quimantú, la novela Fuegos artificiales, que recibió buena acogida por parte de las dos críticas que alcanzaron a aparecer antes del golpe militar que derrocó a Allende. La novela fue entonces sacada de circulación y Marín empezó a cambiar su lugar de residencia hasta que, unos meses después, se tuvo que exiliar debido a su vinculación con proyectos de la Unidad Popular y cierto escozor que suscitó su libro. A fines del mismo año se radicó en México, donde trabajó en Siglo XXI Editores, con Arnaldo Orfila y después en el periódico Excélsior bajo la dirección de Julio Scherer. Viajó a París y a su regreso colaboró con el Departamento de Cultura del estado de Jalisco, editó una colección de libros y una revista mensual, hasta que resolvió irse con su familia a España. En México publicó en 1975 publicó el libro gráfico Chile o muerte y, al año siguiente, la investigación Una historia fantástica y calculada. 
Se estableció en 1976 en Barcelona, desde donde sostuvo extensas relaciones epistolares con varios escritores y poetas chilenos.
Regresó a Chile en 1992, donde inició la trilogía novelada de casi mil páginas Historia de una absolución familiar que según sus palabras es una suerte de «ajuste de cuentas» con el pasado. La trilogía recibió excelente acogida en los lectores, obteniendo en dos ocasiones el premio de la Crítica del Consejo del Libro, entre otros. El crítico literario y escritor Camilo Marks comentó a propósito de ella: 

El triunfo definitivo de La ola muerta, tercera parte del ciclo Historia de una absolución familiar […] —precedida por Círculo vicioso y Las cien águilas—, reside en el compromiso afectivo e intelectual que terminamos sintiendo por el protagonista narrador, a pesar de los esfuerzos que él hace para exponerse a una luz desfavorable, rebajarse e incluso degradarse. […] Cuando Marín comenta que nunca ha logrado, "como Proust, Conrad, Faulkner, alcanzar ese aroma que es el fantasma radiante del mundo literaturizado" parece inconsciente de haber concebido una narración notable.

En 1997 realizó la compilación de artículos publicados por Lihn, titulado El circo en llamas. 
Su último trabajo fue de editor en Random House Mondadori; escribió esporádicamente en diversos medios, entre ellos The Clinic. Su obra ha sido traducida al francés y el inglés.
En 2017 publicó Tal vez sí, tal vez no, una novela que había terminado en 1996 pero había decidido guardarla porque era demasiado distinto a lo que estaba publicando en esos momentos: El Palacio de la Risa (1995) y Las cien águilas (1997). Después de encontrar el manuscrito a principios de 2016, lo releyó, le gustó y se decidió a sacarlo a la luz. «Lo había olvidado totalmente. Hice pequeñísimas modificaciones, muy pocas, más bien de estilo», aseguró Marín en una entrevista a la Revista de Libros de El Mercurio.
Rafael Gumucio califica «la vida y la obra de Germán Marín [como] un desafío al tiempo. Cuando el resto de su generación publicaba ruidosamente, Marín masticaba lentamente esta trilogía de más de dos mil páginas. […] Él ha evitado cuidadosamente caer en la melancolía posrevolucionaria de los escritores de su generación, y la mezcla de humor, curiosidad y ambición literaria ha convertido paradójicamente a este investigador del pasado en uno de los escritores más seguidos y admirados por las generaciones más jóvenes», sostiene Gumucio.
En la tarde de 29 de diciembre de 2019 falleció a los 85 años en el Hospital del Salvador producto de una larga enfermedad.

## Premios y reconocimientos
- Premio Mejores Obras Literarias Publicadas 1995 por Círculo vicioso (Consejo Nacional del Libro y la Lectura)
- Premio Municipal de Literatura de Santiago 2000 por Conversaciones para solitarios
- Premio de Novela Vuelan las Plumas 2003, otorgado por los auditores del programa homónimo de Radio Universidad de Chile, por Un animal mudo levanta la vista
- Finalista del Premio Altazor 2004 con Un animal mudo levanta la vista
- Premio de la Crítica de la Universidad Diego Portales 2005 por La ola muerta
- Premio Atenea 2008 por Basuras de Shangai
- Premio Municipal de Literatura de Santiago 2010 por La segunda mano
- Profesor honorario de la Universidad Diego Portales por su invaluable aporte a la literatura iberoamericana (18 de junio de 2019)[1]

## Obras
- Fuegos artificiales, novela, Quimantú, Santiago, 1973, 166 p
- Cicatrices: papeles de Santiago, Imprenta Madero, México, 1975, 30 p
- Una historia fantástica y calculada: la CIA en el país de los chilenos, ensayo, Editorial Diógenes, México, 1976
- Círculo vicioso, novela, primer volumen de la trilogía Historia de una absolución familiar, Planeta, Santiago, 1994, 385 p
- El Palacio de la Risa, novela, Planeta, Santiago, 1995 (Ediciones UDP, Santiago, 2014)
- Las cien águilas, novela, segundo volumen de la trilogía Historia de una absolución familiar, Planeta, Santiago, 1997, 385 p
- Conversaciones para solitarios, 17 relatos, Editorial Sudamericana, Santiago, 1999, 176 p
- Ídola, Sudamericana, Santiago, 2000 (Hueders, 2015)
- Lazos de familia, relatos, Sudamericana, Santiago, 2001
- Carne de perro, novela, Ediciones B, Santiago, 2002
- Un animal mudo levanta la vista, libro que está compuesto por tres novelas: El Palacio de la Risa, Ídola y Cartago; Sudamericana, 2003
- La ola muerta, novela, tercer volumen de la trilogía Historia de una absolución familiar; Random House, Santiago, 2005, 217 p
- Basuras de Shangai, cuentos, Random House Mondadori, Santiago, 2007, 118 p
- La segunda mano, novela, Mondadori, 2009
- Compases al amanecer, 20 cuentos; Hueders Libros, Santiago, 2010
- Dejar hacer, novela, Alfaguara, 2010
- Antes de que yo muera, recuerdos de personas, Ediciones UDP, 2011
- Últimos resplandores de una tarde precaria, antología de cuentos, Alfaguara, 2011
- El Guarén. Historia de un guardaespaldas, novela, Fondo de Cultura Económica, Santiago, 2012
- Notas de un ventrílocuo, novela, Alfaguara, 2013
- Tierra amarilla, novela, Fondo de Cultura Económica, 2014
- Adiciones palermitanas, novela, Alfaguara, 2016
- Bolígrafo o los sueños chinos, novela, Ediciones UDP, 2016
- Tal vez sí, tal vez no, novela, Seix Barral, Santiago, 2017
- Póstumo y Sospecha, novela, Seix Barral, Santiago, 2018
- Un oscuro pedazo de vida, cuentos, Lecturas Ediciones, 2019